# Melanoplus fricki
Melanoplus fricki är en insektsart som beskrevs av Strohecker 1960. Melanoplus fricki ingår i släktet Melanoplus och familjen gräshoppor. Inga underarter finns listade i Catalogue of Life.